# CCDC28B
CCDC28B (англ. Coiled-coil domain containing 28B) – білок, який кодується однойменним геном, розташованим у людей на короткому плечі 1-ї хромосоми.  Довжина поліпептидного ланцюга білка становить 200 амінокислот, а молекулярна маса — 22 037.
| 10         |  | 20         |  | 30         |  | 40         |  | 50         |
| ---------- |  | ---------- |  | ---------- |  | ---------- |  | ---------- |
| MDDKKKKRSP |  | KPCLAQPAQA |  | PGTLRRVPVP |  | TSHSGSLALG |  | LPHLPSPKQR |
| AKFKRVGKEK |  | CRPVLAGGGS |  | GSAGTPLQHS |  | FLTEVTDVYE |  | MEGGLLNLLN |
| DFHSGRLQAF |  | GKECSFEQLE |  | HVREMQEKLA |  | RLHFSLDVCG |  | EEEDDEEEED |
| GVTEGLPEEQ |  | KKTMADRNLD |  | QLLSNLEDLS |  | NSIQKLHLAE |  | NAEPEEQSAA |
|            |  |            |  |            |  |            |  |            |

A: Аланін

C: Цистеїн

D: Аспарагінова кислота

E: Глутамінова кислота

F: Фенілаланін

G: Гліцин

H: Гістидин

I: Ізолейцин

K: Лізин

L: Лейцин

M: Метіонін

N: Аспарагін

P: Пролін

Q: Глутамін

R: Аргінін

S: Серин

T: Треонін

V: Валін

Кодований геном білок за функцією належить до фосфопротеїнів. 
Задіяний у таких біологічних процесах як біогенез та деградація війок, поліморфізм, ацетиляція, альтернативний сплайсинг. 
Локалізований у цитоплазмі, цитоскелеті.